# Verlandungszone Köthener See
Das Naturschutzgebiet Verlandungszone Köthener See liegt im Landkreis Dahme-Spreewald in Brandenburg und gehört zum Biosphärenreservat Spreewald.
Das rund 66,5 ha große Naturschutzgebiet erstreckt sich östlich von Köthen, einem Ortsteil der Stadt Märkisch Buchholz; es umfasst den östlichen Bereich des 148 ha großen Köthener Sees. Nördlich des Gebietes verläuft die B 179. Durch das Gebiet fließt der Dahme-Umflutkanal und am südlichen Rand der Randkanal. Westlich erstreckt sich das 238,6 ha große Naturschutzgebiet Heideseen.

## Bedeutung
Das Gebiet mit der Kenn-Nummer 1251 wurde mit Verordnung vom 1. Oktober 1990 unter Naturschutz gestellt.